# 매호중학교
매호중학교(梅湖中學校)는 대한민국 대구광역시 수성구 매호동에 있는 공립 중학교이다.

## 학교 연혁
- 1992년 5월 8일 : 시지여자중학교 설립 인가(30학급)
- 1994년 3월 1일 : 초대 이동기 교장 취임
- 1994년 3월 5일 : 입학식 거행(신입생 391명)
- 1994년 5월 8일 : 개교식
- 1997년 2월 1일 : 교우지 ‘天乙' 창간
- 1997년 2월 13일 : 제1회 졸업식 거행(졸업생 434명)
- 2002년 6월 13일 : 급식소 신축
- 2003년 3월 1일 : 매호중학교로 교명 변경(남·여 공학으로 전환)
- 2004년 12월 20일 : 강당 준공(승지관), 특별 교실 증축(4실)
- 2024년 2월 7일 : 제28회 졸업식(졸업생 143명, 누계 11,157명)
- 2024년 3월 1일 : 제12대 김현순 교장 취임
- 2024년 3월 4일 : 입학식(신입생 141명)

## 참고 자료
- 매호중학교 - 한국교육학술정보원 학교알리미